# Джебраильский уезд

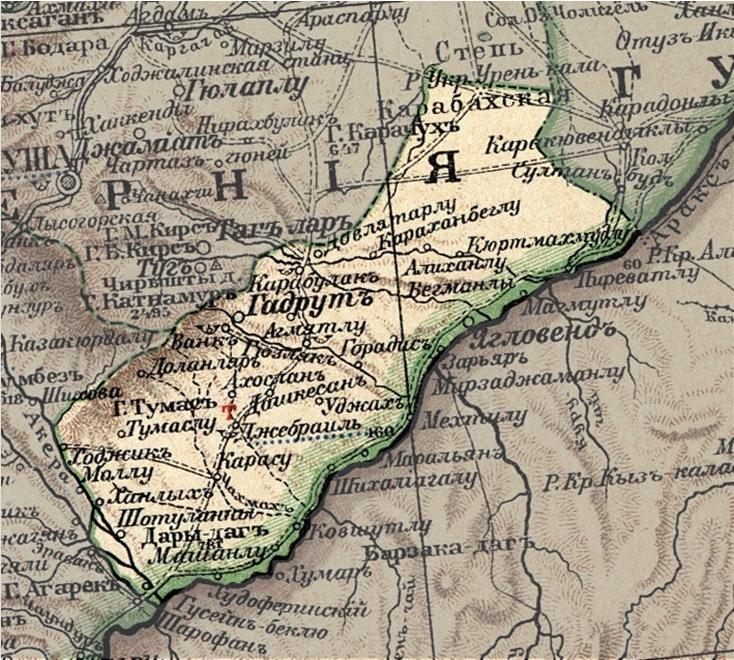
Джебраильский уезд

Джебраильский (Карягинский) уезд — административная единица в Российской империи и СССР (Азербайджанская ССР). В Российской империи входил в состав Елизаветпольской губернии. Занимала юго-восточную часть последней, граничила на юге с Персией (р. Аракс). Площадь Джебраильского уезда равнялась, по Стрельбицкому, 2922,6 кв. вёрст. Административный центр — село Карягино (до 1905 года — селение Джебраил).

## История
Территория Джебраильского уезда входила в состав Карабахского ханства, которое по Гюлистанскому трактату, в 1813 году, было присоединено к России. В 1822 году преобразовано в провинцию. В 1840 году провинция эта была преобразована в Шушинский уезд, из которого в 1873 году, был выделен Джебраильский уезд.
Асландузский брод на Араксе в уезде, на пути из Персии к Шуше, был известен блистательной победой, одержанной 19 октября 1812 г. незначительным отрядом полковника Котляревского (1500 пехотинцев, 500 кавалеристов и 6 орудий) над 30000 корпусом персидского принца Аббаса-Мирзы.
В 1905 году административный центр уезда был перенесен в село Карягино, а сам уезд переименован в Карягинский.

## Географическое положение
Поверхность Джебраильский уезд на северо-западной окраине возвышенна (гора Зиарат — 8186 фт.) и представляет пастбища, лежащие выше предела лесов, южнее горы понижаются и образуют холмистую страну, кое-где одетую лесом, на самом юге, на берегу Аракса, и на востоке уезда находятся низменные и степные пространства (на В Карабахская степь). Весь Д. у. находится в бассейне Аракса и орошается его левыми, текущими к югу, небольшими притоками: Кендаланом, Куру-чаем, Черекеном, Кезлу-чаем и р. Акарой. Речки эти весной полноводны, летом же содержат весьма мало воды. Аракс и Акара изобилуют водой и летом. Нагорные летние пастбища и низменные степные пространства служат поочередно местопребыванием кочевых или полукочевых жителей, остальные же местности заняты оседлым населением, которое занимается земледелием, садоводством и шелководством.

## Климат
Климат северной нагорной полосы отличается обилием выпадающей влаги; предгорья снабжены ею в достаточном количестве, низменности же и степи, при весьма сухом и жарком в течение лета климате, пригодны для культуры только при условии искусственного орошения.

## Население
Согласно ЭСБЕ население в 1891 году составляло 52 000 чел.
По данным первой всеобщей переписи населения 1897 года в уезде проживало 66 360 чел., из которых:
- татары (азербайджанцы)[Комм. 1] — 49 189 чел. (74,12 %),
- армяне — 15 746 чел. (23,73 %),
- славяне (в основном великорусы (русские), а также малорусы (украинцы), белорусы) — 893 чел. (1,35 %),
- курды (совместно с езидами) — 398 чел. (0,6 %),
- поляки — 45 чел. (0,07 %),
- немцы — 26 чел. (0,04 %),
- грузины — 11 чел. (0,02 %),
- персы — 10 чел. (0,02 %),
- лезгинские народы[Комм. 2]— 5 чел. (0,01 %),
- молдаване и румыны — 4 чел. (0,01 %),
- аваро-андийские народы — 3 чел. (<0,01 %),
- литовцы — 2 чел. (<0,01 %),
- представители других народностей — 28 чел. (0,04 %).

Согласно переписи населения 1926 года в уезде проживало 75 371 чел. (39 414 мужчин и 35 957 женщин).

## Административное деление
В 1913 году в уезд входило 30 сельских правлений:
| - Абдурахманбеклинское — с. Абдурахманбеклу, - Агалыхское — с. Агалу, - Агалыхское — с. Малла-Магерамлу, - Агджакендское — с. Агджакент, - Алиханлинское — с. Алиханлу, - Аракюльское — с. Аракуль, - Ахмедлинское — с. Ахмедлу, - Баназурское — с. Баназур, - Бегманлинское — с. Бегманлу Большое, - Гадрутское — с. Гадрут, | - Горадизское — с. Горадиз, - Дашкесанское — с. Дашкесан, - Джебраильское — ур. Джебраил, - Каракеллинское — с. Каракеллу, - Караханбеглинское — с. Караханбеглу, - Каргабазарское — с. Каргабазар, - Карягинское — с. Карягино, - Ковицтлинское — с. Солтанлу, - Куйджакское — с. Куйджак, - Каримбеклинское — с. Карим-Беклу, | - Маралианское — с. Маралиан, - Мафрузалинское — с. Мафрузалу, - Махмудлинское — с. Махмудлу 2-е, - Солтанлинское — с. Солтанлу, - Сулейманлинское — с. Сулейманлу, - Тагасырское — с. Тагасыр, - Ханлыхское — с. Ханлых, - Ходжикское — с. Ходжик 1-й, - Шахсеванское — с. Шахсеван, - Эдиллинское — с. Эдиллу, |

## Населённые пункты
Крупнейшие населённые пункты уезда (население, 1908 год)
| №  | Населённые пункты | Население, всего | в т.ч. Армяне | в т.ч. Азербайджанцы |
| -- | ----------------- | ---------------- | ------------- | -------------------- |
| 1  | Аракюль 1-е       | 1082             | 1082          | 0                    |
| 2  | Баназур           | 1630             | 1630          | 0                    |
| 3  | Беюк-Марджанлу    | 1721             | 0             | 1721                 |
| 4  | Гадрут            | 2700             | 2700          | 0                    |
| 5  | Горадиз           | 1740             | 0             | 1740                 |
| 6  | Горовлу           | 1601             | 0             | 1601                 |
| 7  | Дашкесан          | 1300             | 0             | 1300                 |
| 8  | Ковшатлу          | 6907             | 0             | 6907                 |
| 9  | Маральян          | 1060             | 0             | 1060                 |
| 10 | Марджалу-Беюк     | 1219             | 0             | 1219                 |
| 11 | Тагасыр           | 1230             | 1230          | 0                    |
| 12 | Шагах             | 1016             | 1016          | 0                    |

## Сельское хозяйство
В низменных местностях при орошении разводили все хлеба и растения, свойственные Закавказью (пшеница, ячмень, рис, кунжут, хлопок, виноград, шелковица, персики, каштаны, гранаты и т. п.) Всех населенных мест насчитывалось 178. Крупного рогатого скота, лошадей, ослов и верблюдов в Д. уезде в 1891 г. насчитывалось 37000, а мелкого — 108000 голов.

## Фабрики и заводы
Число фабрик и заводов в 1890 г. было 130, рабочих 304, сумма производства — 26820 р.

## Торговля
Через уезд в 1891 году вывезено товаров в Персию на 66840 руб., а привезено на 204237 руб. От Елизаветполя 220¼ вер.